# Уолсолл-Вуд
Уолсолл Вуд (англ. Walsall Wood) — деревня в Великобритании (метрополитенское графство Уэст-Мидлендс), расположенная к северо-востоку от Уолсолла и на юго-запад от Личфилда. Исторически (до 1974 года) Уолсолл Вуд относилась к церемониальному графству Стаффордшир.
Согласно переписи 2001 года население деревни составляло 12 874 человек.